# كأس أندورا 2007
كأس أندورا 2007 هو الموسم 15 من كأس أندورا. أقيم خلال الفترة 21 يناير 2007 وحتى 19 مايو 2007، وأشرف على تنظيمه اتحاد أندورا لكرة القدم، وفاز فيه نادي سانتا كولوما.